# Timothy Fosu-Mensah
Evans Timothy „Tim“ Fosu-Mensah (* 2. Januar 1998 in Amsterdam, Niederlande) ist ein niederländischer Fußballspieler ghanaischer Abstammung. Er ist in der Verteidigung variabel einsetzbar, spielt aber zumeist auf der rechten Außenbahn. Fosu-Mensah stand zuletzt in Deutschland bei Bayer 04 Leverkusen unter Vertrag und ist dreifacher niederländischer A-Nationalspieler.

## Karriere

### Vereine
Fosu-Mensah begann mit dem Vereinsfußball beim Amsterdamer Stadtteilklub AVV Zeeburgia. Bereits nach einem Jahr wechselte er als Achtjähriger in die Nachwuchsakademie von Ajax Amsterdam. Im Rahmen der Teilnahme mit der U17 am Future Cup, einem vom Verein ausgerichteten Nachwuchsturnier, wurde Fosu-Mensah von Scouts des englischen Klubs Manchester United entdeckt. Parallel zu seinen Aktivitäten für die vereinseigene A-Jugend wurde der Niederländer nach Erhalt eines Profivertrags im Sommer 2015 auch in der Premier League 2 eingesetzt, ab Februar 2016 folgten unter Trainer Louis van Gaal erste Spiele für die Profis. Dieser schrieb seinem Schützling zu, ein „multifunktionaler Spieler“ zu sein und erkannte dessen Stärken in einer überdurchschnittlichen Geschwindigkeit mit und ohne Ball. Während Fosuh-Mensah in der U19 ausschließlich als Sechser aktiv war, spielte er in der U21/U23 bereits verstärkt in der Verteidigung, in van Gaals erstem Herrenteam aufgrund seiner vorher genannten Attribute auf der rechten Defensivseite. Mit Manchesters U23 wurde der Defensivspieler Meister, mit der Profimannschaft hingegen Landespokalsieger.
In seiner ersten vollen Saison für die erste Mannschaft spielte Fosu-Mensah erstmals in der Europa League, die man letztendlich gewann, wurde aber in den restlichen Wettbewerben nur sehr sporadisch eingesetzt. Van Gaals Nachfolger José Mourinho setzte in der Verteidigung auf eine Viererkette, in der im Wechsel Danny Blind, Marcos Rojo, Antonio Valencia, Eric Bailly, Luke Shaw und Matteo Darmian zusammen spielten, während die Sechs am häufigsten Ander Herrera bildete. Die Saison 2017/18 verbrachte der Niederländer auf Leihbasis beim Ligakonkurrenten Crystal Palace, wo er als Gegenpart zu seinem Landsmann Patrick van Aanholt auf Links regelmäßig die rechte defensive Außenbahn besetzte. Die Iniativzündung für die Verpflichtung hatte der Trainer Frank de Boer gegeben, der Fosu-Mensah bereits bei Ajax betreute. Sowohl die Tabellenplatzierung am Saisonende wie auch die Gegentorquote betreffend, lag Fosu-Mensah mit der Mannschaft im Ligamittelfeld, gegen seinen Hauptverein Man. United durfte er hingegen nicht spielen. Im Sommer 2018 verblieb der Defensivspieler gleich in London, diesmal leihweise beim Aufsteiger FC Fulham. In einer Saison unter drei verschiedenen Trainern stand Fulham bereits sechs Spieltage vor Schluss als Absteiger fest, mit 81 Gegentoren belegte man in dieser Kategorie den ligainternen letzten Platz. Fosu-Mensah kam aber im Wechsel mit Cyrus Christie und Denis Odoi auf lediglich zwölf Ligaspiele auf der rechten Außenbahn und konnte so nur wenig dazu beitragen, die Klasse halten zu können.
Aufgrund einer noch in London zugezogenen Kreuzbandverletzung verpasste Fosu-Mensah den größten Teil der Spielzeit 2019/20 und konnte nur sechsmal für Manchester United spielen. Auch zwischen Sommer und Winter 2020 setzte Ole Gunnar Solskjær, seit Dezember 2018 in Diensten des Vereins, selten auf den Spieler. Im Januar 2021 verpflichtete dann schließlich der deutsche Bundesligist Bayer 04 Leverkusen den Niederländer. Fosu-Mensah unterschrieb einen Vertrag mit einer Laufzeit bis Juni 2024. Bayer reagierte damit auf die Verletzungen der Rechtsverteidiger Mitchell Weiser und Santiago Arias sowie auf die Situation von Lars Bender, der bereits sein Karriereende für den Sommer 2021 angekündigt hatte und auch vereinzelt mit kleineren Verletzungen zu kämpfen hatte. Zwei Wochen später justierte der Verein auf der rechten Außenbahn mit Fosu-Mensahs Landsmann Jeremie Frimpong nach. Sowohl Sportdirektor Simon Rolfes wie auch Geschäftsführer Rudi Völler lobten den vielseitig einsetzbaren, belastbaren Spieler und tätigten mit ihm auch einen Transfer für die weitere Zukunft. Am 23. Spieltag der Saison 2020/21 erlitt Fonsu-Mensah im Heimspiel gegen den SC Freiburg einen Kreuzbandriss und absolvierte erst am 19. Spieltag der Folgesaison wieder ein Bundesligaspiel. In den Folgejahren kam er nur noch zu 16 weiteren Einsätzen in der Bundesliga. In der Saison 2023/24, in der Bayer 04 die Meisterschaft erspielte, absolvierte Fosu-Mensah kein Saisonspiel mehr. Sein im Mitte 2024 auslaufender Vertrag wurde nicht verlängert.

### Nationalmannschaft
Fosu-Mensah durchlief sechs Jugendnationalmannschaften des KNVB. Am 31. August 2017 debütierte er beim 0:4 im WM-Qualifikationsspiel gegen Frankreich in der A-Nationalmannschaft.

## Titel
International
- Europa-League-Sieger: 2017

England
- Pokalsieger: 2016
- Ligapokalsieger: 2017
- Supercupsieger: 2016 (ohne Einsatz)

Bayer Leverkusen
- Meister: 2024 (ohne Einsatz)
- Pokalsieger: 2024 (ohne Einsatz)